# پوشش‌دهی با پودر

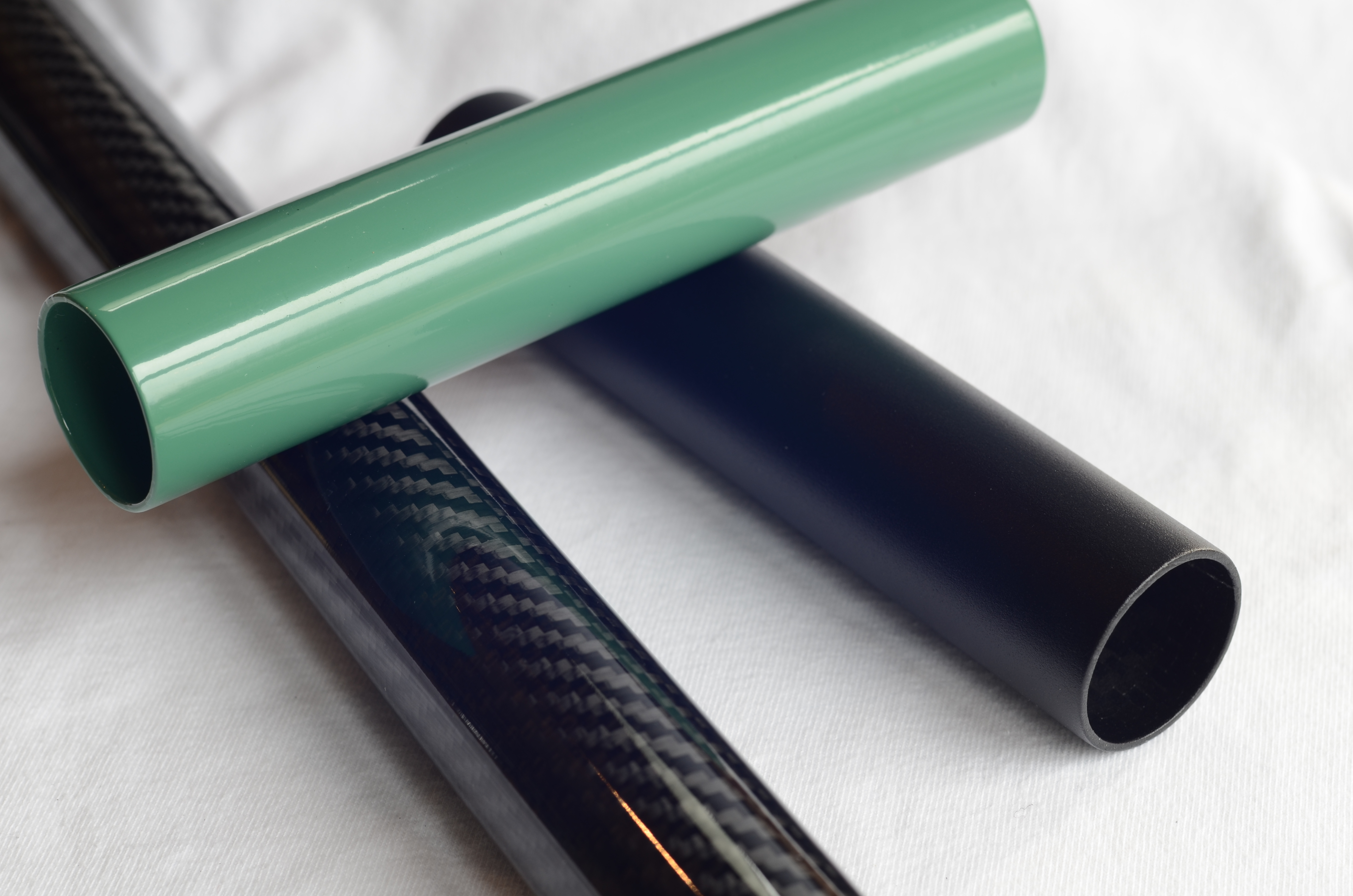
لوله فیبر کربن حساس به حرارت با روکش پودری UV خشک

پوشش‌دهی با پودر نوعی فرایند پوشش دهی است، که در آن پودر پلیمری با روشی به سطح جسم پاشیده می‌شود و سپس جسم از کوره عبور می‌کند تا در اثر حرارت، ذرات پودری ذوب شوند و روی سطح جسم یک پوشش سخت، بادوام و غیرقابل انحلال به وجود بیاورند. بنابراین آنچه که در این فرآیند قابل توجه است ایجاد پودر و ترکیب آن، آماده‌سازی سطح پیش از پوشش‌دهی، روش پاشش پودر بر روی سطح جسم برای ایجاد ضخامت لازم و پخت می‌باشد. تفاوت عمده‌ای که پوشش‌دهی با پودر با رنگ‌های مایع مرسوم است؛ که در این فرایند نیازی به حلال برای نگه داشتن چسب و ماده پر کن در محلول سوسپانسیون وجود ندارد.این پوشش بسیار سخت‌تر و بادوام‌تر از رنگ های معمولی است. پودرهایی که استفاده می‌شوند می‌توانند ترموست یا ترموپلاستیک باشند و پوشش دهی عموماً با باردار کردن ذرات یعنی روش الکترواستاتیکی صورت می‌گیرد. این نوع پوشش دهی بیشتر برای سطوح فلزی مورد استفاده قرار می‌گیرد مانند لوازم خانگی، قطعات خودرو و دوچرخه و غیره. البته فناوری‌های نو برای ایجاد پوشش پودری بر روی سطوح دیگر مانند MDF، شرایط را فراهم کرده‌اند.

## ویژگی‌ها و مزایای این فرایند
- پوشش با پودر عاری از هرگونه حلال و مواد خطرناک آتشگیر و مسموم‌کننده است و مقداربسیار ناچیزی از ترکیبات عالی فرار (VOC) راوارد اتمسفر می‌کند؛ بنابراین بادوام و بی‌خطر می‌باشد.[۲]
- با این روش می‌توان یک لایه ضخیم و بسیار یکنواخت روی سطح ایجاد کرد، بدون آنکه شکم بدهد. در صورتی که این امر در رنگ مایع امکان‌پذیر نیست.
- در این روش تفاوت ظاهری بین قطعاتی که به صورت افقی پوشش‌دهی شده‌اند و قطعاتی که به صورت عمودی پوشش دهی شده‌اند وجود ندارد.
- بیشتر از ۹۵٪ پودرهای پاشیده شده اضافی به‌طور مطلوب بازیافت می‌شوند در حالی که برای رنگ‌های بر پایه حلال این مقدار کمتر از ۱۵٪ می‌باشد.
- رسوب یا ته‌نشینی ندارد.

## فرایند ساخت پودر
دو دستهٔ اصلی برای پوشش دهی با پودر وجود دارد: پودرهای ترموست و ترموپلاستیک. پودرهای ترموست در هنگام پخت با افزودنی‌های دیگر ترکیب شده و پلیمریزه می‌شوند و در این حالت خواص شان ارتقاء پیدا می‌کند.

رایج‌ترین پلیمرها که در این فرایند استفاده می‌شوند عبارت اند از: پلی استر، پلی یورتان، اپوکسی و اکرلیک
فرایند تولید پودر

1. گرانول‌های پلیمری با افزودنی‌های دیگر ازجمله رنگ‌دانه‌ها، سفت‌کننده‌ها و سایر پودرها در میکسرها مخلوط می‌شوند تا کاملاً یکنواخت گردند. این امردر نهایت موجب یک رنگی و ایجاد خواص ویزه در پودر می‌شود.
2. مخلوط مورد نظر در اکستروژن قرار می‌گیرد. فرایندهای متعددی در حین اکستروژن صورت می‌گیرند که کلا به آن‌ها توزیع یا پراکندگی ذرات گفته می‌شود. این فرایندها تقریباً یه صورت هم‌زمان رخ می‌دهند. این فرایندها عبارتند از:

- ذوب، اختلاط و یکنواختی اجزای رزین
- توزیع افزودنی‌ها در مذاب و Wetting رنگدانه‌ها توسط اجزای رزینی
- شکست رنگدانه‌های بهم چسبیده به ذرات اولیه.

برای اطمینان از ذوب رزین ایجاد حرارت اولیه در اکستروژن لازم است ولی در خلال تولید پیوسته انرژی حاصل از اصطکاک مواد برای تأمین حرارت کفایت می‌کند و جداره داخلی اکسترودر برای ثابت نگهداشتن دما بایستی سرد نگه‌داشته شود.

1. مواد خروجی از اکسترودر که به صورت ورقه‌های نازک اند باید سریع سرد شده و به صورت چیپس در بیایند تا در آسیاب خرد گردند .
2. چیپس‌ها در نهایت آسیاب و الک می‌شوند تا پودر نهایی ایجاد گردد.

برای ایجاد کیفیت سطح مناسب و همین‌طور ایجاد بار الکتریکی، ذرات باید دارای اندازه‌ای مطلوب باشند. معمولاً برای آسیاب کردن رنگ‌های پودری آسیاب‌های Pindisc مورد استفاده قرار می‌گیرند که شامل یک کلاسیفایر داخلی برای کنترل اندازه ذرات هستند. ذراتی که اندازهٔ آن‌ها بیشتر از اندازه مطلوب است دوباره به آسیاب بازمی‌گردند. یک فن با حجم بالا، هوا را به داخل آسیاب می‌کشاند. این امر سبب خروج حرارت ایجاد شده و همچنین انتقال ذرات پودر می‌گردد. با کنترل زمان اقامت ذره در داخل آسیاب و سرعت کلاسیفایر توزیع اندازه ذرات می‌تواند کنترل شود. جمع‌آوری پودرها با جابجایی هوا توسط سیکلون انجام می‌شود. ذرات بالای ۱۰ میکرون و مقدار جزئی از ذرات با اندازه کمتر بسته به بازدهی سیکلون از آن خارج شده و به عنوان محصول جمع‌آوری می‌شوند. پودرهای خروجی از سیکلون قبل از ورود به محل بسته‌بندی از میان یک الک پیوسته، عبور داده می‌شوند تا ذرات بالای اندازه مورد نیاز از آن جدا گردد. جمع‌آوری مستقیم همه پودرها از فیلتر نیز ممکن است.

## آماده‌سازی سطح پیش از پوشش‌دهی

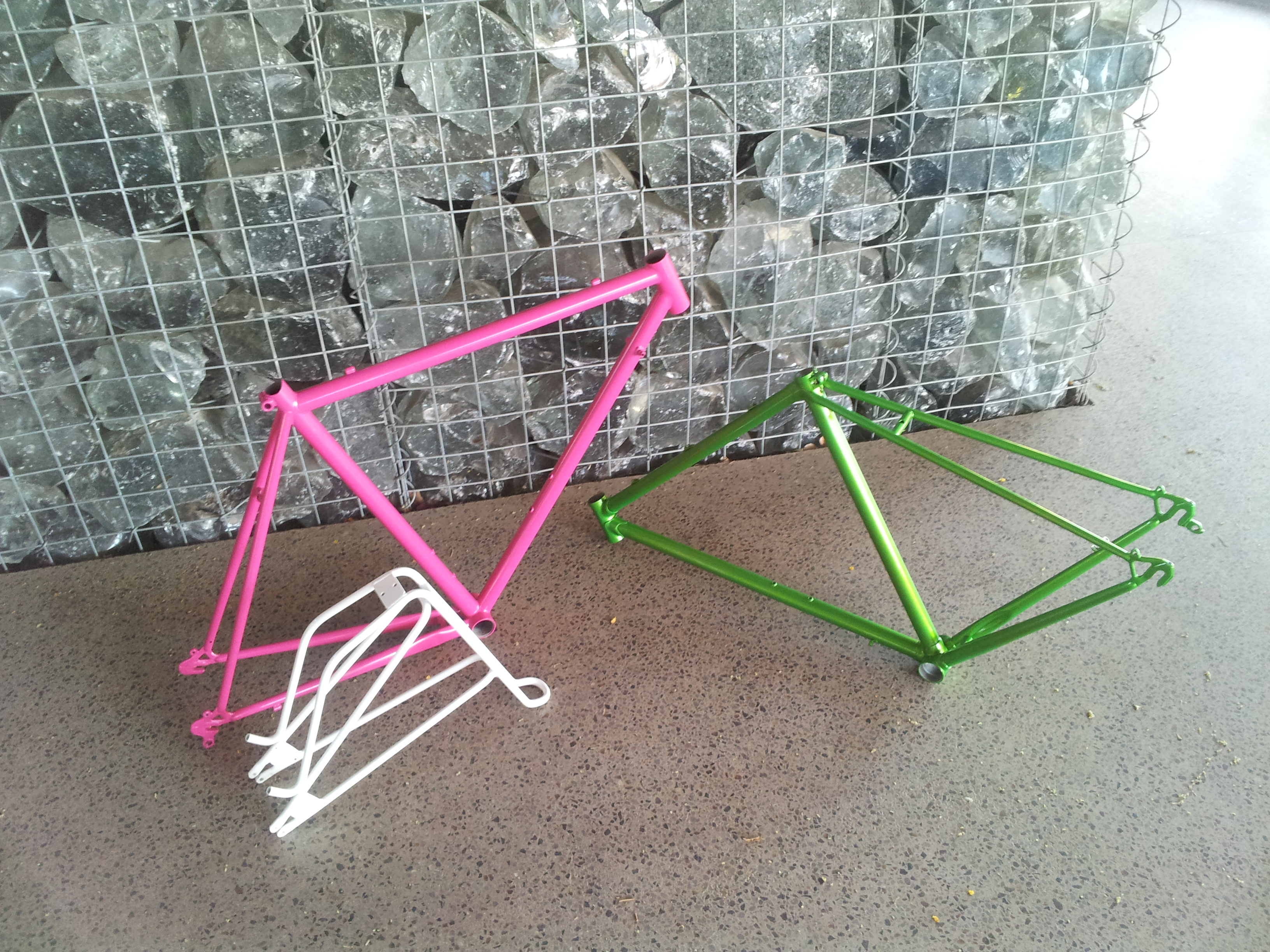
قطعات مختلف دوچرخه که با پودر پوشش دهی شده‌اند.

قبل از عملیات پوشش دهی سطح باید کاملاً آماده و تمیز باشد. یعنی هرگونه زنگ، پوسته اکسید شده، روغن گریس و سایر آلودگی هابایند از بین بروند که در غیر این صورت چسبندگی بین فلز و پوشش ضعیف می‌شود. معمولاً بعد از تمیز کاری سطح با استفاده از دانه‌های شن زاویه دار ساچمه زنی می‌شود. همچنین استفاده از یک آستر قبل از پوشش‌ها چسبندگی پوشش به زیر لایه را بهبود می‌دهد و معمولاً برای کاربردهای الکترواستاتیک نایلون توصیه می‌شود.

همچنین در طراحی قطعاتی که قرار است پوشش دهی پودر شوند باید نکاتی رعایت گردد که از آن‌ها می‌توان به مواد زیر اشاره کرد:
- سطوحی که قرار است پوشش دهی شود باید برای فرایند پوشش دهی و آماده‌سازی سطح قابل دسترس باشند.
- در مقاطع تو خالی باید منفذهایی تعبیه شوندتا سیال مورد نیاز برای تمیز سازی، از طریق این منافذ بتوانند وارد شوند، جاسازی این منافذ برای تخلیه کامل سیال مهم است. همچنین برای پخت پوشش پلاستیکی این منافذ ضروری‌اند.
- بهتر است از گوشه‌های تیز اجتناب شود چرا که پوشش در این محل‌ها نازک‌تر و ضعیف تر است.

## فرآید پوشش‌دهی
به‌طور کلی ۳ روش برای پوشش دهی سطح با پودر وجود دارد:
1. فرایند پوشش‌دهی به روش بستر سیال
2. فرایند پوشش‌دهی با بستر الکتروستاتیکی
3. فرایند پوشش‌دهی تفنگ پودر الکتروستاتیکی

### فرایند پوشش‌دهی به روش بستر سیال

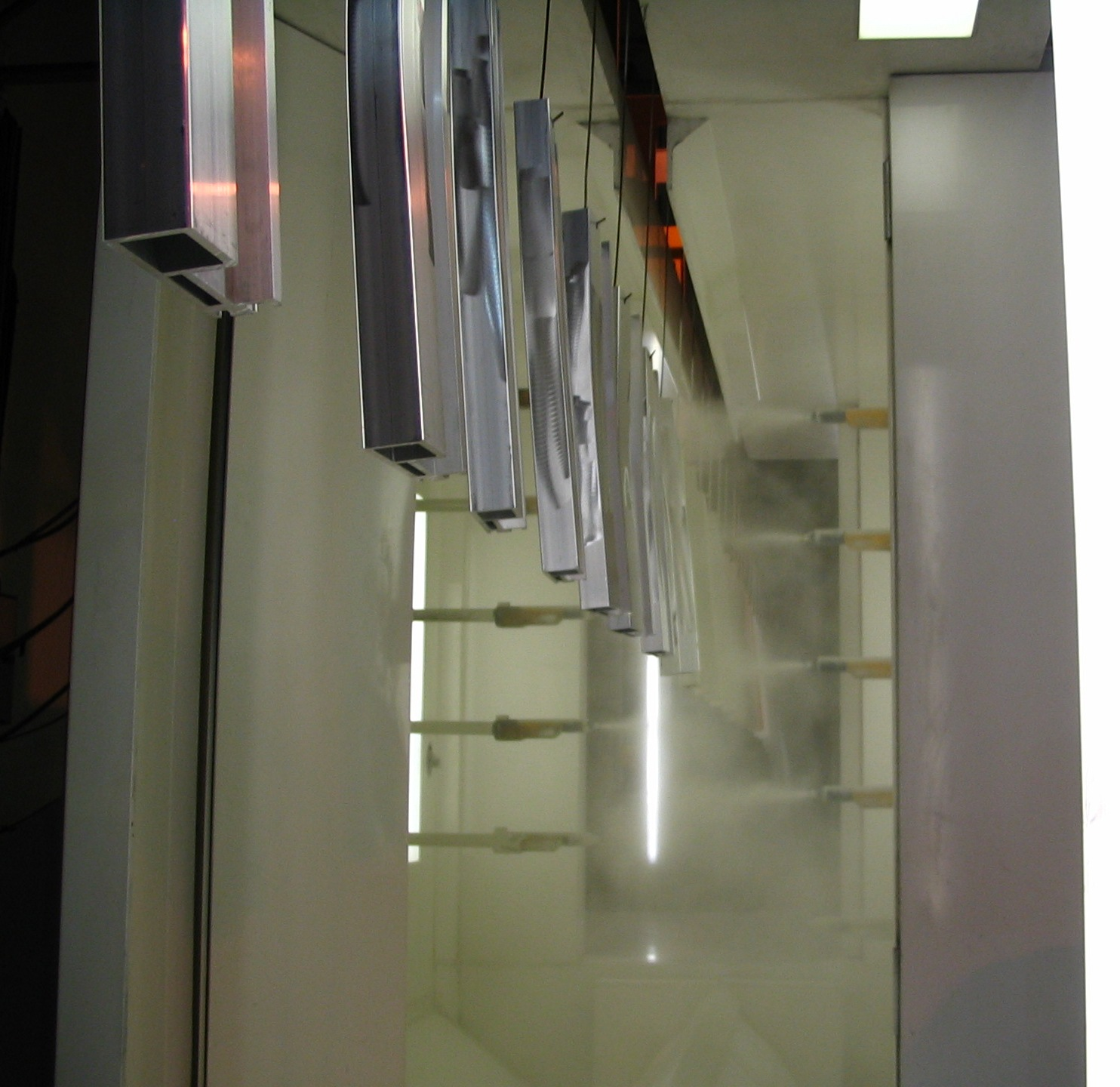
پوشش دهی قطعات آلومینیومی با پودر

در این فرایند قطعه مورد نیاز داغ می‌شود و در تانکی حاوی پودرهای پلاستیکی معلق در هوا، آویزان می‌شود. در واقع در انتهای تانک هوا یا گازهای خنثی از یک غشاء متخلخل عبور کرده و پلاستیک‌های پودر شده را به صورت گرد و غبار ابر مانند درمی‌آورد. در اثر برخورد پودرها با قطعه داغ پودرها ذوب شده و پوسته‌ای بر روی قطعه ایجاد می‌کنند. قطعه پس از خروج از تانک واردگرم کن می‌شود تا پوشش پودری پخت شود.

#### مزایا
- استفاده از پودرهای ترموپلاستیک و بعضی از ترموست‌ها
- عدم نیاز به حلال
- یکنواخت بودن سطح
- ایجد ضخامت‌های متنوع

#### معایب
- قطعه باید در دمایی بالاتر از دمای ذوب پودرها داغ شود.
- کنترل پوشش سخت است.
- خودکارسازی فرایند دشوار است.
- پرداخت سطح ممکن است خوب نباشد.

### فرایند پوشش‌دهی با بستر الکتروستاتیکی
در این فرایند ذرات بار منفی و قطعات بار مثبت پیدا می‌کنند. در بعضی مواقع قطبیت ممکن است معکوس شود. بیش از۱۰۰۰۰۰ ولت پتانسیل برای باردار کردن ذرات به کار می‌رود جاذبه الکتروستاتیک باعث می‌شود تا ذرات همه سطوح هادی بستر پایه را بپوشاند. در نهایت فرایند پخت در کوره صورت می‌گیرد. فویل‌های نازک، غربال‌ها، لوله‌ها، قطعات ماشین‌های ظرفشویی، یخچال‌ها، ماشین‌های لباسشوئی، اتومبیل‌ها و همچنین زیردریایی‌ها و ماشین‌های کشاورزی به‌طور الکتروستاتیکی پوشش داده می‌شوند.

#### مزایا
- پوشش‌های نازک به آسانی صورت می‌گیرد.
- پوشش یکنواخت است.
- پیش گرمی قطعه لازم نیست.
- پرداخت سطح خوب است
- فرایند به راحتی خودکار می‌شود.

#### معایب
- برای ایجاد پوشش‌های ضخیم، لازم است قطعه پیش گرم شود.
- تنها پلاستیک‌ها و رزین‌های یونی قابل استفاده‌اند.
- بستر به آماده‌سازی نیاز دارد.

### فرایند پوشش‌دهی تفنگ پودر الکتروستاتیکی
در این فرایند پودر پلاستیکی خشک دارای بار الکتریکی منفی، از طریق تفنگ پاششی بر روی قطعه که از نظر الکتریکی به زمین متصل شده‌است، پاشیده می‌شود. بعد قطعه در کوره قرار می‌گیرد تاپوشش پخت شود. پخت بایستی قبل از اینکه ذرات پودر بار الکتریکی خود را از دست بدهندواز قطعه جدا شوند، اتفاق بیفتد حصارها و نرده‌ها، تانک‌های شیمیایی وکانال‌های آبکاری، از محصولاتی اند که با این فرایند پوشش دهی می‌شوند. همچنین این فرایند می‌تواند جایگزین مناسبی برای فرایند پوشش دهی مایع برای رنگ قطعات خودرو باشند.

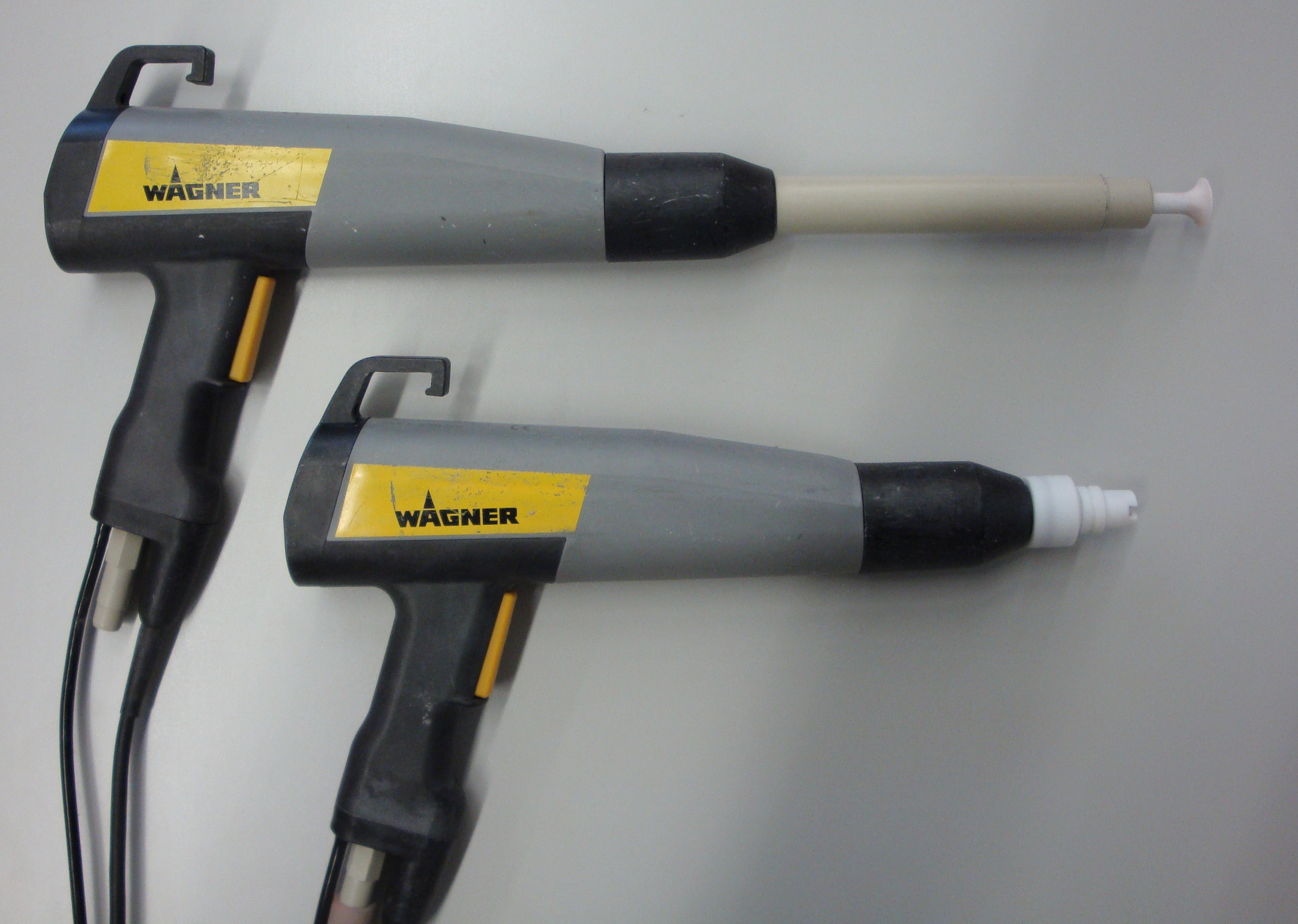
نمونه‌ای از تفنگ پاششی در فرایند پوشش دهی با پودر

#### مزایا
- پوشش‌های نازک به آسانی صورت می‌گیرد.
- پوشش یکنواخت است.
- پیش گرمی قطعه لازم نیست.
- پرداخت سطح خوب است
- فرایند به راحتی خودکار می‌شود.
- هزینه آن نسبت به روش قبل کمتر است.
- برای قطعات با هندسه پیچیده مناسب است.
- برای قطعات با تولید کم مناسب است.

#### معایب
- به نیروی انسانی متخصص نیاز است.
- کنترل ضخامت دشوار است.
- برای ایجاد پوشش‌های ضخیم، لازم است قطعه پیش گرم شود.
- تنها پلاستیک‌ها و رزین‌های یونی قابل استفاده‌اند.
- بستر به آماده‌سازی نیاز دارد.